# 電擊戰隊變化人
《電擊戰隊變化人》，是由日本東映製作的《超級戰隊系列》第9部特攝作品，於1985年（昭和60年）2月2日至1986年2月22日每週六下午6時在朝日電視台首播。

## 作品特色
- 以「傳説生物」為主題的戰隊作品。
- 首次出現女性白色戰士（變化人魚）。
- 首次出現具武器功能之變身器（Change Brace）。
- 「八手三郎」系列中首支以大炮作為必殺武器的戰隊。

## 故事概要
為捍衛地球而特地組織的一群防衛部隊－地球守備隊，在日本支部展開一連串的魔鬼訓練，由伊吹長官擔任指揮，但是由於訓練極為嚴格，許多隊員紛紛打退堂鼓。
同時，在宇宙中出現了一群自稱宇宙帝國的邪惡組織—大星團哥茲魔，而其邪惡支配者星王巴茲以支配全宇宙為目標，率領三大幹部以及眾多哥茲魔部隊，一起向地球宣戰。
在地球守備隊隊員正要逃離軍營時，哥茲魔的手下率領希多拉魔兵去侵襲，讓他們深陷可怕的地獄陷阱，後來，地球所蘊藏的一股神祕強大力量，發出一道強烈的光芒正吸引著其中五名隊員，並讓他們意外成為變化人，而往後五人亦以「電擊戰隊變化人」的身份與哥茲魔對戰。

## 登場角色

### 電擊戰隊變化人
電擊戰隊變化人，原為在地球守備隊日本分隊的五名守備隊員，然而五人在意外沐浴了地球能量後則能變身為變化人，而五人階級皆為「將校」。
劍 飛龍（つるぎ ひりゅう）／ 變化飛龍
演：浜田治希
變化人的隊長，航空部隊出身。
其劍道、射擊與機車技術也特別出類拔萃，而且他擁有資深實質經驗的領導力，而自己亦藉著一身熱血與驍勇善戰、不認輸的勇氣十足以突顯為隊長應有的風範。
在高中時期曾擔任過棒球投手，並以使出名為「飛龍球」的消失魔球聞名。
疾風 翔（はやて しょう）／ 變化獅鷲
演：河合宏
變化人的副隊長，遊騎兵部隊出身。
其長相十分帥氣挺拔，對女性疼愛有加，而且有男子漢的尊嚴與風格。
特別注重自己的形象，並且隨身也帶備一把梳子，好讓自己能夠隨時維持帥氣的髮型。
其他登場作品：《海賊戰隊豪快者》
大空 勇馬（おおぞら ゆうま）／ 變化天馬
演：和泉史郎
陸上部隊出身。
是個對小孩友善的大哥哥，卻同時是位嘴饞漢。
渚 沙也加（なぎさ さやか）／ 變化人魚
演：西本浩子
作戰部隊出身。
擅長運用其清晰的頭腦以分析敵人的戰況，是一位身心細緻的作戰女參謀，雖然身為女性代表的軍人，但是她仍然是一位極有自信的可愛美女。
翼 麻衣（つばさ まい）／ 變化鳳凰
演：大石麻衣
諜報部隊出身。
擁有傻裡傻氣的天真爛漫，但是她似乎擁有一身男子般的行動能力，因此過去沒有任何戀愛經驗，她的直率性格有時會讓隊友鬧翻天。
伊吹長官
演：藤卷潤
率領「電擊戰隊」的地球守備隊長官。
其過往訓練方式尤為嚴格，但實際上他仍是一個和藹可親，善解人意的好長官。
其真實身份為來自希斯星的異星人－「尤伊·伊布基」，在其星球被滅亡後便一直在宇宙流浪，期間亦汲取宇宙間的知識。

### 大星團 哥茲魔
大星團 哥茲魔，為以星王巴茲為首，目標是支配整個銀河系的強大宇宙軍團。
以不斷毀滅星球的手段以日益劇增其勢力及實力，成為了銀河系內最龐大的威脅，也是眾異星人的噩夢，而因哥茲魔的破壞失去母星的人更是不計其數。
星王巴茲
演：桑原一人／聲：加藤精三
哥茲魔的支配者。
平時會以沒有四肢的機械身軀之全息投影呈現於其部下面前，具有令人不寒而慄的威嚴。
其真面目為行星樣貌的大型生命體－哥茲魔星，以暴食宇宙中的星球成長。
在超級基路克被打敗後便以原貌進攻地球，而最後在被變化人知悉其真面目後，巴茲則被對方以Change Robo的電擊劍消滅。
基路克→超級基路克
演：山本昌平
初登場時為哥茲魔－地球遠征軍的司令官。
於基拉斯星出身，亦為其星球最強的戰士，而初期以雙劍·基拉斯劍作為武器。
曾為基拉斯星最勇敢的戰士，然而在為保護其星球而與巴茲對戰時卻敗於對方，其後基路克則被巴茲以復興基拉斯星作為條件而歸降於其。
後來因為屢次的作戰失敗而開始被巴茲唾棄，而最後亦因未能沐浴從娜娜體內釋放的里蓋爾靈氣，在被變化人的Power Bazooka給予致命的一擊後則被巴茲流放至宇宙的墳場。
隨後藉附身於瀕死的宇宙獸士札多斯而能夠離開宇宙的墳場，然而因其身體為未完全的幽靈體，故未能長時間實體化，直至在再度擄走娜娜並成功沐浴其里蓋爾靈氣後便轉化為擁有肉體及惡魔之力量的超級基路克。
在成為超級基路克後以手杖作為武器，並擁有發射隕石炸彈及將生物轉化為宇宙獸士之能力。
後來在阿哈梅絲死後便駕駛哥茲魔特進攻地球，然而在返回宇宙空間時卻被跟隨之的變化飛龍偷襲，隨後他返回地球後便將自己轉化為宇宙獸士基拉斯迎戰變化人，而最後在巨大化後仍不敵Change Robo而死。
布巴
演：岡本美登
隸屬地球遠征軍的副官。
原為宇宙海賊，後因屈服星王巴茲而加入哥茲魔。
使用武器為布魯巴多斯，初期外觀為大鐮刀，但後來被變化飛龍折斷後則改為扳手外型的大刀。
後在得知西瑪返回其母星的渴望後，便以其布魯巴多斯斬擊之；而最後在與變化飛龍的單挑中卻不敵對方而逝，臨終前更鼓勵獲得重生的西瑪成為一位好公主。
西瑪
演：藤枝果菜／聲：飯田道郎（哥茲魔時期）
初登場時為隸屬地球遠征軍的副官。
原為阿曼卡星的王女，而其星球人體內則擁有阿曼卡能量，然而因擁有能與阿曼卡能量抵抗之力量的宇宙獸士達利路的攻擊導致其星球滅亡，為能夠復興其星球而加入哥茲魔，期間亦仍想念其母星。
後來曾被超級基路克改造為宇宙獸士茲涅，但最後在被變化人攻擊下則能與茲涅分離；而在蓋塔離開哥茲魔後亦產生了動搖，而在知悉阿哈梅絲以藉着達利路與自己的犧牲達成目的後則開始質疑自己，但其渴望返回其母星的心聲卻被其他異星人聽見，結果在被布巴以布魯巴多斯殺害後卻獲得重生，其後在布巴逝世後便決定與變化人並肩作戰。
初期使用武器為棍棒型的電磁鞭希巴，後來在離開哥茲魔後其武器則改為長劍；另外西瑪在哥茲魔時期以男聲說話，但於一次行動、失憶期間及獲得重生後則以女聲說話。
最後在星王巴茲被變化人打敗後則乘坐Shuttle Base離開地球。
蓋塔
聲：增岡弘
出身於納比星的哥茲魔航海士。
擁有家室的他則離開其妻兒加入哥茲魔，卻同樣亦因其自身懼怕關係而不敢離開軍團。
後來蓋塔在從娜娜口中知悉佐莉即將誕下寶寶，其想擁抱寶寶的心思讓他鼓起勇氣離開哥茲魔，而最後在星王巴茲被變化人打敗後則聯同其家庭乘坐Shuttle Base離開地球。
阿哈梅絲
演：黑田福美
亞馬遜星的女王，於第17集初登場。
曾與基路克為盟友關係，並一同對抗星王巴茲。
當初常以自力召集麾下的宇宙獸士實行作戰，並且經常在巴茲面前說基路克的壞話。
後來在成功搶先基路克一步沐浴娜娜的里蓋爾靈氣後其力量則獲得大幅提升，並且在基路克被巴茲流放後便成為新任的地球遠征軍指揮官。
在布巴逝世以及蓋塔與西瑪離開哥茲魔後則被超級基路克與巴茲共同力量影響下被改造為宇宙獸士梅茲，其後在被變化人的攻擊下與梅茲分離後，精神崩潰的阿哈梅絲便走進電擊戰隊基地內大肆破壞，最後則被基地內的爆炸淹沒。
巨大
聲：渡部猛
巨大星的原始生物，為於一次哥茲魔進行濫捕時被對方發現其特殊能力而加以利用。
其口腔內有一顆巨大的眼球，而從該眼球所發射的特殊光線具有能活化一度死亡的生物細胞並使其巨大化的效用。然而由於巨大在每次發射光線後也會消耗大量體力，所以其平時也會在哥茲魔多內呼呼大睡。
然而其本性並不具惡意，而最後亦利用其能力順利解救被困在哥茲魔星體內的變化人及伊吹長官，隨後便與其他異星人乘坐Shuttle Base離開地球。
宇宙獸士
擔任哥茲魔先遣侵略部隊的異星人。
其大多數則為母星被哥茲魔毀滅後轉而服從；但也有單純享受殺戮樂趣的獸士存在。
希多拉兵
哥茲魔的兵卒。
為卵生生物，並以環狀的劍作為武器。
宇宙怪鳥 贊蓋蘭
阿哈梅絲的坐騎，於第32集初登場。
為擁有金銀兩色身體的連體雙頭鳥：金色的頭可吐息冷凍氣體；而銀色的頭則可吐息火焰。另外其雙翼的威力可刮起暴風。
而最後被巴茲改造為兩名宇宙獸士－贊安與蓋蘭，兩者更可自由合體為贊蓋蘭，然而結果還是先後被變化人擊敗。

### 其他角色
娜娜
演：早川美也子（成長前）→柴田時江（成長後）
來自技術行星－里蓋爾星的少女，於第13集初登場。
其星球人擁有天才頭腦，另外其星球人女生在急速成長的同時亦會釋放里蓋爾靈氣，而被該靈氣沐浴之生物其力量亦會獲得增強。
原為年幼的小女孩，並且與其作為宇宙動物醫生的父親一同生活於其星球，然而於一次睡覺時被哥茲魔擄走，而其父親亦遭到哥茲魔滅口，並且在甦醒後則被對方欺騙及利用，但最後在變化人搗破作戰及知悉父親已身亡的事實後，娜娜則為逃避哥茲魔的追捕而決定暫時留在地球生活，並且在離開時更留下其耳環予變化人。
其後因緣被一家四口的家庭收留並作為平凡的地球小女孩生活，然而基路克與阿哈梅絲則盯上了其自身的里蓋爾靈氣而再次成為其目標，結果娜娜在釋放里蓋爾靈氣後便急速成長為少女，隨後她亦請求變化人替自己對願意收留她的一家人道別後再度離去。
隨後進入了女子高中就讀，也適應了當地的高中生活，然而卻再次被覬覦其里蓋爾靈氣的基路克擄走，結果在意外再次釋放里蓋爾靈氣予基路克強化後，心存愧疚的娜娜便再三獨自一人離去。
後來在一次派送報紙時偶遇即將誕下寶寶的佐莉與瓦拉吉後，她則親自向蓋塔傳話；而在聽見西瑪渴望返回其母星的心思亦協助其逃離哥茲魔，隨後亦決定與變化人並肩作戰。
因屢次被劍救起，故對其則產生了愛慕之意。
最後在星王巴茲被變化人打敗後則乘坐Shuttle Base離開地球。
科科
曾被娜娜與其父親救起的宇宙動物，於第14集初登場。
在娜娜遇險時亦來到地球並引領及援助變化人；然而最後為替Change Robo脫險而犧牲自己。
佐莉
聲：高坂真琴
納比星人，亦為蓋塔的妻子，於第27集初登場。
擁有製造小型防護罩包覆指定對象甚至移動之能力。
初現身時為能夠讓其丈夫離開哥茲魔而聽從對方的指令設局暗殺變化人，然而最後在行動失敗後卻被哥茲魔戰鬥機帶走。
後來在瓦拉吉獨自前往地球時亦隨之前往，但同時自己並已懷有孩子，結果她則在一座教堂誕下女兒庫庫。
最後在星王巴茲被變化人打敗後則乘坐Shuttle Base離開地球。
瓦拉吉
聲：大原和彦
蓋塔與佐莉的兒子，於第27集初登場。
相當敬愛其父親，後來為了見到父親而來到了地球，並常常吹奏其父親製作予他的陶笛。
然而在知悉其父親在哥茲魔的惡行後便憤之弄破其陶笛，直至在蓋塔離開哥茲魔後則選擇原諒他。
最後在星王巴茲被變化人打敗後則乘坐Shuttle Base離開地球。
庫庫
蓋塔與佐莉的女兒，於第51集誕生。

## 變化人的裝備

### 裝備／武器
Change Brace
變化人的變身器兼通訊器，另外其自身亦配備小型雷射炮Brace Laser。
Change Suit
變化人於變身後所穿的強化服。
Change Sword
變化人的萬能型武器。
能夠變形為「槍械」及「劍+盾牌」的模式。
Power Bazooka
變化人的必殺武器，由五人各持有的火箭砲所組合的大型火箭炮。
當變化人組裝完成後便由變化飛龍裝嵌導彈，並由變化人魚確認目標已鎖定後則對敵人射擊。
 Dragon-zooka
變化飛龍的火箭炮，為Power Bazooka的主體。
 Griffon-zooka
變化獅鷲的火箭炮，為Power Bazooka的銃口。
 Pegasus-zooka
變化天馬的U字型火箭炮，亦為所有火箭砲中唯一一個擁有兩個銃口。
 Mermaid-zooka
變化人魚的即時成像相機外型之火箭炮，亦為Power Bazooka的瞄準鏡。
 Phoenix-zooka
變化鳳凰的護手盔甲外型之火箭炮。
Auto Changer
變化人的五台機車。
Change Cruiser
變化人的裝甲車。
配備雷達、金屬探測裝置、光束炮及導彈等。
Jet Skis
變化人的水上摩托車。

### 大型機械
Shuttle Base
變化人的太空穿梭機外型飛行基地。
可搭載三部大型機械；而配備武器皆有雷射炮Shuttle Beam Laser及導彈Shuttle Missile等。
 Jet Changer 1
由變化飛龍駕駛的戰鬥機。
配備裝備有雷射光束炮，能一次性摧毀數架哥茲魔戰鬥機。
為Change Robo的頭部、身驅及雙腿上肢。
   Heli Changer 2
由變化獅鷲與變化人魚共同駕駛的戰鬥直升機。
其機動性可活用於巡邏偵察及探索，而配備武器皆為導彈及火神炮等。
為Change Robo的胸／背甲及雙手臂。
   Land Changer 3
由變化天馬與變化鳳凰共同駕駛的重裝戰車，而配備武器皆為導彈及地底鑽頭等。
為Change Robo的雙小腿。
Change Robo
由Jet Changer 1、Heli Changer 2以及Land Changer 3共同合體的大型機械人。
其配備武器皆有電擊劍、盾牌Change Shield、位於其雙肩部的火神炮Change Vulcan以及從其腹部發射的導彈Change Robo Missile等。
其必殺技為「電擊劍·超級雷霆霹靂斬」，為將雷電之能量注入劍刃後則對敵人斬擊。

## 設定
電擊戰隊
由世界防衛組織地球守備隊的日本支部特殊設立以對抗異星侵略者的特殊團隊。
電擊戰隊基地
電擊戰隊的基地，位於東京郊外的富士山麓地底。
其地上出入口遭到嚴密監視，進出時亦須配對指紋。
然而最後則被阿哈梅絲摧毀。
哥茲魔多
哥茲魔的要塞戰艦，而其配備武器為Killer Laser與哥茲魔炮。
最後在變化人與星王巴茲決戰時則被爆炸摧毀。
哥茲魔戰鬥機
哥茲魔的戰機，而其配備武器為前端的雷射炮。
哥茲魔船
沒有配備任何武器的小型宇宙飛行船。

## 製作團隊
製作人員：
- 原作：八手三郎
- 製作人：
  - 朝日電視台：加藤守啓
  - 東映：鈴木武幸
  - 東映Agency：富田泰弘

- 劇本：曾田博久、藤井邦夫、鷺山京子
- 導演：堀長文、山田稔、長石多可男
- 動作導演：山岡淳二、西本良治郎
- 配樂：矢野立美
- 特攝導演：矢島信男
- 製作：朝日電視台、東映、東映Agency

皮套演員
-  變化飛龍：新堀和男、前田浩（代演）
-  變化獅鷲：的場耕二
-  變化天馬：喜多川務
-  變化人魚：赤田昌人、宮崎剛（代演）
-  變化鳳凰：蜂須賀祐一、宮崎剛（代演）

## 播放列表
以下時間以當地時間（日本時間）為準
| 播放日期   | 集數 | 標題 （日語）（漢譯） | 主役宇宙人／生物 | 編劇     | 導演       |
| ---------- | ---- | --------------------- | --- | -------- | ---------- |
| 1985/02/02 | 1    | 出現！秘密的力量！    | - 宇宙獸士 加布 （聲：依田英助）                                                                                              | 曾田博久 | 堀長文     |
| 1985/02/09 | 2    | 星王巴茲的怒火        | - 宇宙獸士 戈姆 （聲：西尾德）                                                                                                | 曾田博久 | 堀長文     |
| 1985/02/16 | 3    | 合作！戰士團          | - 宇宙獸士 索比 （聲：依田英助）                                                                                              | 曾田博久 | 山田稔     |
| 1985/02/23 | 4    | 戰鬥後的一吻          | - 宇宙獸士 烏芭 （聲：太地琴惠）                                                                                              | 曾田博久 | 山田稔     |
| 1985/03/02 | 5    | 天馬逮捕指令          | - 宇宙獸士 皮卡拉 （聲：丸山詠二）                                                                                            | 曾田博久 | 山田稔     |
| 1985/03/09 | 6    | 被盯上的女高中生      | - 宇宙獸士 馬佐 （聲：岸野一彥）                                                                                              | 曾田博久 | 山田稔     |
| 1985/03/16 | 7    | 悲傷的宇宙獸士！      | - 宇宙獸士 迪摩斯（亞度丹達星人 太郎） （演：阿部雅彦）                                                                       | 藤井邦夫 | 山田稔     |
| 1985/03/23 | 8    | 小姐是吸血鬼          | - 宇宙獸士 多裘拉 （聲：丸山詠二）                                                                                            | 藤井邦夫 | 山田稔     |
| 1985/03/30 | 9    | 閃耀！必殺魔球        | - 宇宙獸士 歐茲 | 曾田博久 | 長石多可男 |
| 1985/04/06 | 10   | 恐怖的無人車軍團      | - 宇宙獸士 侯斯托 （聲：岸野一彥）                                                                                            | 藤井邦夫 | 長石多可男 |
| 1985/04/13 | 11   | SOS 可可與奇奇        | - 宇宙獸士 戈斯多 （聲：依田英助） - 普羅星人 - 可可（聲：佚名） - 奇奇（聲：佚名）                                           | 藤井邦夫 | 山田稔     |
| 1985/04/20 | 12   | 媽媽是人魚            | - 宇宙獸士 邦巴 | 曾田博久 | 山田稔     |
| 1985/04/27 | 13   | 出賣地球的爸爸        | - 宇宙獸士 巴拉斯 （聲：岸野一彥） - 大型蜥蜴*2（第14集）                                                                     | 曾田博久 | 長石多可男 |
| 1985/05/04 | 14   | 攻擊！巨大蜥蜴        | - 宇宙獸士 巴拉斯 （聲：岸野一彥） - 大型蜥蜴*2（第14集）                                                                     | 曾田博久 | 長石多可男 |
| 1985/05/11 | 15   | 暴走騎士麻衣          | - 宇宙獸士 洛岡 （聲：西尾德）                                                                                                | 鷺山京子 | 長石多可男 |
| 1985/05/18 | 16   | 有翅膀的少女！        | - 宇宙獸士 加烏巴 - 美路路星人 - 櫻 （演：茂野幸子） - Memory Doll                                                            | 藤井邦夫 | 長石多可男 |
| 1985/05/25 | 17   | 長崎的神秘幽靈船      | - 宇宙獸士 基爾巴 （聲：丸山詠二）                                                                                            | 曾田博久 | 山田稔     |
| 1985/06/01 | 18   | 阿哈梅絲的挑戰！      | - 宇宙獸士 基爾巴 （聲：丸山詠二）                                                                                            | 曾田博久 | 山田稔     |
| 1985/06/08 | 19   | 沙也加的打賭！        | - 宇宙獸士 茲古 （聲：飯塚昭三）                                                                                              | 曾田博久 | 山田稔     |
| 1985/06/15 | 20   | 大逆襲！基路克        | - 宇宙獸士 希拉 （聲：岸野一彥） - 宇宙怪魚皮拉利                                                                             | 曾田博久 | 山田稔     |
| 1985/06/22 | 21   | 哥茲魔的大明星        | - 宇宙獸士 波爾塔 （聲：木場剛）                                                                                              | 曾田博久 | 長石多可男 |
| 1985/06/29 | 22   | 消失於鏡中的戰士！    | - 宇宙獸士 米拉露卡 （聲：鳳芳野）                                                                                            | 鷺山京子 | 長石多可男 |
| 1985/07/06 | 23   | 乘著海豚的少年        | - 波賽冬尼亞星人 - 宇宙獸士 杰拉 （聲：廣森信吾） - 水原星平 （演：松川傑）                                                   | 藤井邦夫 | 山田稔     |
| 1985/07/13 | 24   | 巨大離家出走          | - 宇宙獸士 基加 （聲：西尾德）                                                                                                | 曾田博久 | 山田稔     |
| 1985/07/20 | 25   | 歌唱吧！大聲地        | - 宇宙獸士 左諾斯 （聲：桑原毅）                                                                                              | 曾田博久 | 長石多可男 |
| 1985/07/27 | 26   | 麻衣20歲的初戀        | - 宇宙獸士 霍古爾 （聲：依田英助） - 林多星生物 琪琪                                                                          | 藤井邦夫 | 長石多可男 |
| 1985/08/03 | 27   | 蓋塔親子之夢          | - 宇宙獸士 基羅姆 （聲：岸野一彥）                                                                                            | 曾田博久 | 山田稔     |
| 1985/08/10 | 28   | 遭詛咒的蠟筆          | - 宇宙獸士 培恩 （聲：桑原毅）                                                                                                | 鷺山京子 | 山田稔     |
| 1985/08/17 | 29   | 守護花吧！幻之蝶      | - 宇宙海賊 基加拉 （聲：丸山詠二） - 黃金蝶                                                                                   | 藤井邦夫 | 山田稔     |
| 1985/08/24 | 30   | 奔馳吧！天馬！        | - 宇宙獸士 德利卡爾 | 藤井邦夫 | 山田稔     |
| 1985/08/31 | 31   | 解開！巴茲之謎        | - 宇宙獸士 佐爾巴斯 （聲：岸野一彥） - 預言者 澤古（演：岩城力也） - Space Doll                                               | 藤井邦夫 | 山田稔     |
| 1985/09/07 | 32   | 娜娜！危險的重逢      | - 阿哈梅絲三獸士 - 布恩 （聲：飯塚昭三） - 潔菈（第32-35集） （聲：坂井壽美江） - 基贊（第32-34集） （聲：桑原毅）            | 曾田博久 | 堀長文     |
| 1985/09/14 | 33   | 基路克的末日！？      | - 阿哈梅絲三獸士 - 布恩 （聲：飯塚昭三） - 潔菈（第32-35集） （聲：坂井壽美江） - 基贊（第32-34集） （聲：桑原毅）            | 曾田博久 | 堀長文     |
| 1985/09/21 | 34   | 恐怖的阿哈梅絲        | - 阿哈梅絲三獸士 - 布恩 （聲：飯塚昭三） - 潔菈（第32-35集） （聲：坂井壽美江） - 基贊（第32-34集） （聲：桑原毅）            | 曾田博久 | 堀長文     |
| 1985/09/28 | 35   | 地球啊！救我！        | - 阿哈梅絲三獸士 - 布恩 （聲：飯塚昭三） - 潔菈（第32-35集） （聲：坂井壽美江） - 基贊（第32-34集） （聲：桑原毅）            | 曾田博久 | 堀長文     |
| 1985/10/05 | 36   | 看見吧！我們的力量    | - 阿哈梅絲三獸士 - 布恩 （聲：飯塚昭三） - 潔菈（第32-35集） （聲：坂井壽美江） - 基贊（第32-34集） （聲：桑原毅）            | 曾田博久 | 山田稔     |
| 1985/10/12 | 37   | 消失的飛龍！          | - 宇宙獸士 巴魯魯卡 （聲：依田英助）                                                                                          | 藤井邦夫 | 山田稔     |
| 1985/10/19 | 38   | 幽靈棒球              | - 宇宙獸士 多隆 （聲：西尾德） - 幽靈選手                                                                                     | 曾田博久 | 堀長文     |
| 1985/10/26 | 39   | 恐怖的捉迷藏          | - 宇宙獸士 達姆斯 | 曾田博久 | 堀長文     |
| 1985/11/02 | 40   | 詭異的糖果            | - 宇宙獸士 佐魯特 （聲：桑原毅） - 糖果機械人                                                                                 | 曾田博久 | 山田稔     |
| 1985/11/09 | 41   | 消失星球的王子！      | - 宇宙獸士 波拉 （聲：山下啓介） - 伊卡爾斯星人 - 伊卡爾斯王子 （演：福田健次） - 伊卡爾斯王子的母親 （演：西本浩子（分飾）） | 藤井邦夫 | 山田稔     |
| 1985/11/16 | 42   | 穿水手服的娜娜        | - 宇宙獸士 卡格 （聲：岸野一彥）                                                                                              | 曾田博久 | 長石多可男 |
| 1985/11/23 | 43   | 超級基路克            | - 宇宙Potal→宇宙獸士 戈達 （聲：依田英助）                                                                                    | 曾田博久 | 長石多可男 |
| 1985/11/30 | 44   | 交給麻衣吧！          | - 宇宙獸士 札多斯 （聲：岸野一彥／演（人類型態）：新堀和男） - 亡靈宇宙獸士                                                   | 曾田博久 | 山田稔     |
| 1985/12/07 | 45   | 彩虹色的少女艾拉      | - 宇宙獸士 達洛斯 （聲：桑原毅） - 尼茨星人 艾菈 （演：中村容子）                                                             | 曾田博久 | 山田稔     |
| 1985/12/14 | 46   | 美麗的西瑪！          | - 宇宙獸士 加魯加 | 藤井邦夫 | 山田稔     |
| 1985/12/21 | 47   | 蓋塔父子之眼淚        | - 宇宙獸士 基古拉 （聲：岸野一彥）                                                                                            | 曾田博久 | 長石多可男 |
| 1986/01/08 | 48   | 海賊布巴愛的風暴      | - 宇宙海賊 - 布布卡 - 潔爾 （演：橘美奈子）                                                                                   | 曾田博久 | 長石多可男 |
| 1986/01/11 | 49   | 哀淒的西瑪獸士        | - 宇宙獸士 茲涅 （聲：飯田道郎）                                                                                              | 曾田博久 | 山田稔     |
| 1986/01/18 | 50   | 哥茲魔動搖之日        | - 宇宙獸士 - 贊安（第50集） （聲：依田英助） - 蓋蘭 （聲：丸山詠二）                                                          | 曾田博久 | 山田稔     |
| 1986/01/25 | 51   | 娜娜啊！傳遞到吧！    | - 宇宙獸士 - 贊安（第50集） （聲：依田英助） - 蓋蘭 （聲：丸山詠二）                                                          | 曾田博久 | 長石多可男 |
| 1986/02/01 | 52   | 布巴死於地球          | - 宇宙獸士 達利路 （聲：岸野一彥）                                                                                            | 曾田博久 | 長石多可男 |
| 1986/02/08 | 53   | 火焰的阿哈梅絲！      | - 宇宙獸士 梅茲 （聲：黑田福美）                                                                                              | 曾田博久 | 山田稔     |
| 1986/02/15 | 54   | 基路克大爆發！        | - 宇宙獸士 基拉斯 （聲：山本昌平）                                                                                            | 曾田博久 | 山田稔     |
| 1986/02/22 | 55   | 再見了宇宙的朋友      | - 哥茲魔星 （聲：加藤精三） - 美路路星人 - 櫻 （演：茂野幸子） - Memory Doll                                                  | 曾田博久 | 山田稔     |

## 音樂
片頭曲：
作詞：相原好章
作曲：大野克夫
編曲：矢野立美
演唱：KAGE
片尾曲：
作詞：相原好章
作曲：大野克夫
編曲：矢野立美
演唱：KAGE
插曲：

作詞：八手三郎
作曲、編曲：田中公平
演唱：KAGE、蟋蟀'73、SHINES

作詞：八手三郎
作曲、編曲：田中公平
演唱：KAGE

作詞：園部和範
作曲：大野克夫
編曲：矢野立美
演唱：宮永尚美

作詞：園部和範
作曲、編曲：矢野立美
演唱：Japan Echo Singers、蟋蟀'73

作詞：相原好章
作曲：大野克夫
編曲：田中公平
演唱：KAGE

作詞：相原好章
作曲：大野克夫
編曲：田中公平
演唱：KAGE

作詞：相原好章
作曲：大野克夫
編曲：田中公平
演唱：宮永尚美

作詞：園部和範
作曲：熊谷安廣
編曲：田中公平
演唱：KAGE

作詞：及川恒平
作曲、編曲：田中公平
演唱：KAGE

作詞：園部和範
作曲、編曲：田中公平
演唱：KAGE

## 劇場版
該作共有兩部劇場版電影，為八手三郎系列中首創。
《電擊戰隊變化人》
與此作同名及首部劇場版電影，於1985年3月16日首映。
製作人員：
- 導演：堀長文
- 劇本：曾田博久

《電擊戰隊變化人 Shuttle Base！千鈞一髮》
此作第二部劇場版電影，於1985年7月13日首映。
製作人員：
- 導演：堀長文
- 特攝導演：矢島信男
- 劇本：曾田博久

## 外部連結
- http://www.super-sentai.net/sentai/change.html （页面存档备份，存于）